# Hanworth (Norfolk)
Hanworth est un village et une paroisse civile du Norfolk, en Angleterre.

## Patrimoine
- Hanworth Hall, maison de campagne de la fin du XVIIe siècle, classée monument de Grade I.